# Sultentjärnen (Malungs socken, Dalarna, 672213-139581)
Sultentjärnen är en sjö i Malung-Sälens kommun i Dalarna och ingår i Dalälvens huvudavrinningsområde.